# Gustav Mortensen
Gustav Mortensen (født 19. maj 2004) er en dansk fodboldspiller, der spiller for Lyngby Boldklub. 

## Karriere

### Ungdom
Gustav Mortensen begyndte sin karriere i Lyngby BK.

### Lyngby BK
I 2023 fik Gustav Mortensen sin første fuldtidsprofessionelle kontrakt med Lyngby BK.

### Vendsyssel FF
I 2024 blev Gustav Mortensen udlejet til Vendsyssel FF dog uden en frikøbsklausul hvilket betyder at Mortensen skal vende tilbage til Lyngby igen.